# Березівка (Сватівський район)
Березі́вка — село в Україні, у Лозно-Олександрівській селищній громаді Сватівського району Луганської області. Населення становить 8 осіб.